# Lauri Sahimaa
Lauri Sahimaa né le 9 mars 2005 en Finlande, est un footballeur finlandais. Il évolue au poste de milieu central au KuPS Kuopio.

## Biographie

### En club
Né en Finlande, Lauri Sahimaa est notamment formé par le club local du KuPS Kuopio. Il fait sa première apparition en équipe première lors d'un match de Coupe de la Ligue finlandaise le 9 février 2022 contre le SJK Seinäjoki. Il entre en jeu et son équipe est battue par deux buts à zéro.
Le 13 avril 2023, Lauri Sahimaa est prêté jusqu'à la fin de l'année au Mikkelin Palloilijat, tout comme son coéquipier Otto Ruoppi,.
Sahimaa joue son premier match en première division finlandaise le 21 juillet 2024 face au FC Lahti. Il est titularisé et son équipe s'impose par un but à zéro.
Il est sacré Champion de Finlande en 2024, participant ainsi au septième titre de l'histoire du club,.

### En sélection
Lauri Sahimaa représente l'équipe de Finlande des moins de 18 ans entre 2022 et 2023. Il joue au total trois matchs avec cette sélection.

## Palmarès
KuPS Kuopio
- Champion de Finlande (1) :
  - Champion : 2024.